# Lumineffekt

Lumineffekt als Illustration

Der Lumineffekt bezeichnet die optische Wechselwirkung des Zahnes in Tageslicht (gelblich) sowie in Kunstlicht (rötlich).
Durch die im Tageslicht enthaltenen UV-Strahlen wird neben rot und gelb auch Fluoreszenzgrün angeregt,
- grün und rot ergänzen sich zu weiß (Komplementärfarben)
- weiß und gelb ergeben das gelbliche Aussehen des Zahnes im Tageslicht.

Im Kunstlicht sind keine UV-Strahlen vorhanden. Deshalb wird nur gelb und rot reflektiert – der Zahn erscheint rötlich.